# Olympische Sommerspiele 2016/Teilnehmer (Mazedonien)
| Gelbes Symbol für Goldmedaillen mit stilisierten Olympischen Ringen | Graues Symbol für Silbermedaillen mit stilisierten Olympischen Ringen | Braundes Symbol für Bronzemedaillen mit stilisierten Olympischen Ringen |
| ------------------------------------------------------------------- | --------------------------------------------------------------------- | ----------------------------------------------------------------------- |
| —                                                                   | —                                                                     | —                                                                       |

Mazedonien nahm an den Olympischen Spielen 2016 in Rio de Janeiro teil. Es war die insgesamt sechste Teilnahme an Olympischen Sommerspielen. Das Macedonian Olympic Committee nominierte sechs Athleten in vier Sportarten.
Fahnenträgerin bei der Eröffnungsfeier war die Schwimmerin Anastasija Bogdanovski.

## Teilnehmer nach Sportarten

### Judo
| Athleten           | Wettbewerb       | 1. Runde     | 1. Runde         | 2. Runde      | 2. Runde      | Viertelfinale | Viertelfinale | Halbfinale / Trostrunde | Halbfinale / Trostrunde | Finale / Platz 3 | Finale / Platz 3 | Rang          |
| Athleten           | Wettbewerb       | Gegner       | Ergebnis         | Gegner        | Ergebnis      | Gegner        | Ergebnis      | Gegner                  | Ergebnis                | Gegner           | Ergebnis         | Rang          |
| ------------------ | ---------------- | ------------ | ---------------- | ------------- | ------------- | ------------- | ------------- | ----------------------- | ----------------------- | ---------------- | ---------------- | ------------- |
| Frauen             |                  |              |                  |               |               |               |               |                         |                         |                  |                  |               |
| Katerina Nikoloska | Klasse bis 63 kg | B. Katipoğlu | 000s2:000s1 (GS) | ausgeschieden | ausgeschieden | ausgeschieden | ausgeschieden | ausgeschieden           | ausgeschieden           | ausgeschieden    | ausgeschieden    | ausgeschieden |

### Leichtathletik
Laufen und Gehen 
| Athleten     | Wettbewerb   | Vorlauf | Vorlauf | Runde 1     | Runde 1 | Halbfinale    | Halbfinale    | Finale        | Finale        | Rang |
| Athleten     | Wettbewerb   | Zeit    | Rang    | Zeit        | Rang    | Zeit          | Rang          | Zeit          | Rang          | Rang |
| ------------ | ------------ | ------- | ------- | ----------- | ------- | ------------- | ------------- | ------------- | ------------- | ---- |
| Frauen       |              |         |         |             |         |               |               |               |               |      |
| Drita Islami | 400 m Hürden | –       | –       | 1:01,18 min | 45      | ausgeschieden | ausgeschieden | ausgeschieden | ausgeschieden | 45   |
| Männer       |              |         |         |             |         |               |               |               |               |      |
| Riste Pandev | 100 m        | 10,72 s | 3       | 10,71 s     | 66      | ausgeschieden | ausgeschieden | ausgeschieden | ausgeschieden | 66   |

### Schießen
| Athleten     | Wettbewerb          | Qualifikation   | Qualifikation | Finale          | Finale        | Ringe/ Scheiben | Rang |
| Athleten     | Wettbewerb          | Ringe/ Scheiben | Rang          | Ringe/ Scheiben | Rang          | Ringe/ Scheiben | Rang |
| ------------ | ------------------- | --------------- | ------------- | --------------- | ------------- | --------------- | ---- |
| Frauen       |                     |                 |               |                 |               |                 |      |
| Nina Balaban | Luftgewehr 10 Meter | 407,7           | 42            | ausgeschieden   | ausgeschieden | 407,7           | 42   |

### Schwimmen
| Athleten               | Wettbewerb     | Vorlauf     | Vorlauf | Halbfinale    | Halbfinale    | Finale        | Finale        | Rang |
| Athleten               | Wettbewerb     | Zeit        | Rang    | Zeit          | Rang          | Zeit          | Rang          | Rang |
| ---------------------- | -------------- | ----------- | ------- | ------------- | ------------- | ------------- | ------------- | ---- |
| Frauen                 |                |             |         |               |               |               |               |      |
| Anastasija Bogdanovski | 200 m Freistil | 2:00,52 min | 33      | ausgeschieden | ausgeschieden | ausgeschieden | ausgeschieden | 33   |
| Männer                 |                |             |         |               |               |               |               |      |
| Marko Blaževski        | 200 m Lagen    | 2:02,54 min | 26      | ausgeschieden | ausgeschieden | ausgeschieden | ausgeschieden | 26   |